# Людям о людях
«Людям о людях» — дебютный студийный альбом музыкальной группы «Игра слов», выпущенный в 2006 году.

## Об альбоме
Основателями проекта «Игра слов» стали Андрей Семашко и Стас Савенко, а также музыкальный продюсер Влад Валов. Пластинка наполнена песнями в стиле «русский ритм-энд-блюз» с юмористическими текстами, посвящёнными актуальным темам.
Главным хитом стала песня «Алина Кабаева», в которой использовался семпл из «Соловьиной рощи». Героями остальных песен стали медиа-персонажи и деятели шоу-бизнеса. Так, в названиях композиций содержатся отсылки к Олегу Митволю, Юрию Лужкову, Анастасии Волочковой, Ксении Собчак, дуэту радио-диджеев Бачинского и Стиллавина.

## Рецензии
…актуальные, неглупые и остроумные тексты сопровождены здесь на удивление качественной музыкой — слушать её интересно и приятно, хотя создатели диска ничуть не скрывают, что «Людям о людям» предназначен в первую очередь для улыбок и развлечения.
 — Алексей Мажаев
Это та же самая история, что и „«Коламбия Пикчерз» не представляет“. Только здесь другой ход. Очень красивый женский вокал (правда, звучащий всё хуже и хуже от песни к песне) разбавлен речитативом двух расхристанных пареньков.
— Отар Кушанашвили

## Список композиций
| №   | Название                                                      | Музыка                       | Длительность |
| --- | ------------------------------------------------------------- | ---------------------------- | ------------ |
| 1.  | «Алина Кабаева» (текст А. Семашко)                            | Д. Тухманов, Э. Черкезов     | 3:41         |
| 2.  | «Властелин колец» (текст А. Семашко)                          | Э. Черкезов                  | 3:33         |
| 3.  | «Наедине с одиночеством» (текст А. Семашко)                   | Э. Черкезов                  | 3:41         |
| 4.  | «Анастасия Волочкова» (текст А. Семашко)                      | П. И. Чайковский, А. Краснов | 3:44         |
| 5.  | «Прасковья из Подмосковья» (текст А. Семашко, В. Кристовский) | В. Кристовский, А. Краснов   | 3:50         |
| 6.  | «Случайная встреча» (текст А. Семашко)                        | А. Краснов                   | 4:01         |
| 7.  | «Ксения Собчак» (текст А. Семашко)                            | Mr. Simon                    | 3:41         |
| 8.  | «GANJAN» (текст А. Семашко)                                   | Э. Колмановский, А. Краснов  | 3:47         |
| 9.  | «Бачинский и Стиллавин» (текст А. Семашко)                    | А. Краснов                   | 3:55         |
| 10. | «Экологический министр» (текст В. Валов)                      | Э. Черкезов                  | 3:56         |
| 11. | «Властелин колец remix DJ Грув» (текст А. Семашко)            | Э. Черкезов, DJ Грув         | 3:18         |
| 12. | «Алина Кабаева remix DJ Smash» (текст А. Семашко)             | Э. Черкезов, DJ Smash        | 3:33         |
| 13. | «Алина Кабаева remix FSB» (текст А. Семашко)                  | Э. Черкезов, FSB             | 3:39         |
| 14. | «Алина Кабаева Souldub DJ Sasha Vibe» (текст А. Семашко)      | Э. Черкезов, DJ Sasha Vibe   | 3:41         |